# 心理効果
心理効果（しんりこうか）とは、心理がもたらす、様々な実際的・具体的な効果・影響のこと。

## 概論
心理効果は、人間の状態や行動に関わる広範囲の分野で認知され、活用されている。医療、福祉、スポーツ、教育、交通、建築、広告 等々の分野である。
心理効果は、自発的な言語あるいは他者から提示される言語表現によって引き起こされる以外にも、聴覚全般（音響）や、視覚全般（色彩など）、嗅覚（香り）によっても引き起こされることがあり、心理学、心身医学、人間工学などで研究されている。
色彩が引き起こす心理効果についての研究は「色彩心理」「色彩心理学」などと呼ばれており、工業製品の色の選定、企業のロゴの色彩選定、ウェブサイトの「色彩設計」などにも活用されている 。
教育
教育の分野に関わる心理効果については教育心理学で研究されている。一例を挙げるならば、ピグマリオン効果というものが知られている。これは、教師が学習者に対して「期待」を抱いていると、結果として、その学習者の成績が向上する効果である。
医療
一般に、病院・クリニックなどでは、視覚をきっかけにして働く心理効果が患者の体調に及ぼす影響を考慮して、壁紙の色や、配置する絵画のタイプを選定している。一部の患者が、医師と対面しただけで毎回血圧が上昇してしまう現象は「白衣高血圧」と呼ばれている。また熟達した医師の中には、診察時にただ処方箋を書くだけでは済まさず、さりげなく患者に希望を持たせる言葉を言って聞かせることで（プラスの暗示）、同時並行的に心理効果による治療も行っている人もいる（プラシーボ効果）。心理によって引き起こされる健康状態の変化や疾患（心因性の疾患）については、心身医学で研究されており、心療内科によって治療が行われている。音楽や音響のもたらす心理効果についての医療的な研究は「音楽療法」の分野で行われている。
冒険・救助
山や海で遭難した人が、自分は助かるという希望を持っている、あるいは絶望している、ということによる心理効果によって体調が短期間で著しく変化し、それが生死に直結してしまうことは、冒険や救助にかかわる人々の間では広く知られている。そのため、救命いかだには、遭難した人をはげまし、希望をもたせるための文書も備え付けられている
交通
道路標識や列車の通過標識灯なども、利用者の心理効果を考慮して設計されている。自動車、列車、航空機などの運転席・操縦席・コクピットなども、心理効果を考慮した設計がなされている。このような研究は人間工学の一部で扱われている。
建築・建設
人間が住んだり出入りしたりする建築物は通常は心理効果も考慮しつつ設計されている。「建築環境工学」も心理効果を視野に入れている。ランドスケープの設計でも、心理効果を十分考慮の上でなされていることがある。
広告
広告業界の業務は、人々の心理に働きかけることで購買行動等を変化させ、最終的には顧客の売り上げ金額を増加させることが業務の主要な部分を占めている。広告を作成する仕事をしている人間は心理効果と向き合っている面が強い。コピー、キャッチコピーなどの提示、あるいは映像（動画）・画像（静止画）・音響・音楽の提示によって心理効果を引き起こし、購買行動等を変化させる。近年の広告の分野では、広告のもたらす心理効果を統計学的に緻密に分析した上で、その費用対効果も考慮しつつ心理効果を活用するということも増えている。
その他
恋愛の技法として心理効果を活用する方法について述べている書籍も存在する。入浴剤の心理効果に関する定量分析も行われている。

## 関連文献

### 書籍類
- 生月 誠『プラス暗示の心理学』講談社,1995,ISBN 4061492454
- 広瀬弘忠『心の潜在力 プラシーボ効果』朝日新聞社, 2001, ISBN 4022597798
- ガボール・マテ『身体が「ノー」と言うとき―抑圧された感情の代価 』日本教文社, 2005, ISBN 4531081471
- 横山章光『アニマル・セラピーとは何か』NHKブックス,日本放送出版協会, 1996, ISBN 4140017848
- 桑田 繁『福祉・心理の臨床場面における治療効果に関する研究―桑田繁遺作集』関西学院大学出版会, 2003, ISBN 490765443X
- 安保徹,無能唱元『免疫学問答―心とからだをつなぐ「原因療法」のすすめ』河出書房新社,2002,ISBN 4309251641
- 安保徹,水嶋丈雄,真柄俊一,木下和之『免疫革命・実践編』講談社インターナショナル, 2004, ISBN 4770024290
- 松岡 武『知って役立つ心理と色彩おもしろ事典―色が与える影響・効果から上手な色選びまで』三笠書房, 2000, ISBN 4837918484
- 木下栄蔵, 亀井栄治『癒しの音楽―ゆらぎと癒し効果の科学』久美, 2000, ISBN 4907757093
- 根本直樹『サウンド・マジックでストレスが消えた―驚異の“音響心理療法”効果』徳間書店, 1989, ISBN 4195040302
- ジェイプ・フランツェン『広告効果―データと理論からの再検証』日経広告研究所, 1996, ISBN 4532640261
- 仁科貞文『広告効果論―情報処理パラダイムからのアプローチ』電通, 2001, ISBN 4885531470
- 渋谷昌三『恋愛心理の秘密―タダの友だちで終わらせないための44の心理効果』大和書房, 1999,ISBN 4479660224

### 論文類
- 岡島達雄，久保哲夫，野田勝久，藤林和照「縞パターンのスペクトル分析と心理効果」日本建築学会構造系論文報告集、1985
- 木多道宏，奥俊信，舟橋國男，紙野桂人「建物壁面の色彩配列および修景操作と心理効果との関係 : 都市景観における色彩の評価構造に関する研究 その2」日本建築学会計画系論文集, 1999
- 辺見秀一 「頭部CT画像における「枠の効果」の検証−頭部CT画像の脳実質写真濃度についての心理学的検討−」日放技学誌, 2000
- 齋藤ゆみ，菅佐和子，多田春江，渡邊映理「カラー映像によるストレス緩和効果の研究」京都大学医学部保健学科紀要　健康科学　第2巻 2005
- 高松衛，中嶋芳雄，藤井侃，佐伯行紀，宮本博幸「入浴剤の色相による心理効果の定量化」電気学会論文誌A (基礎・材料・共通部門誌)、 2005
- 北浦かほる「透かしにおける2つの視知覚タイプ : 透かしの視覚的心理効果の研究 (その1)」日本建築学会計画系論文集
- 石堂敬、柴田卓巳、渡辺洋子、大倉典子「空間内の色彩に関する印象評価についての研究(色彩心理効果, 環境工学I)」学術講演梗概集、日本建築学会、 2006